# 심일준
심일준(沈日遵, 1590년 ~ 1659년 2월 26일)은 조선 후기의 문신으로, 명종~선조때의 재상인 심수경(沈守慶)의 서자였다. 심수경의 비첩(婢妾) 소생 서자였지만 그는 허통을 통해 과거에 응시할 수 있었고, 사마시와 문과에 급제했다. 중종 때의 재상인 화천부원군 심정에게는 증손자가 된다. 같은 서출인 친동생 심일운 역시 1633년(인조 11) 증광문과에 병과로 급제하여 관직에 나갔다. 자(字)는 경행(景行), 본관은 풍산(豊山)이다.
부인은 강릉김씨로 주부 김섬(金暹)의 딸이다.
그의 동생 심일운(沈日運)은 그보다 앞서 1633년(인조 11) 증광문과에 병과로 급제하였지만 본래 서자라서 벼슬이 막혀있었다. 그러나 서얼이라도 과거에 등과하면 청직(淸職)을 제외한 관직의 진출은 허락해주자는 오리 이원익(李元翼)의 건의가 받아들여져 관직에 나가게 됐다. 동생 심일운의 서얼 관직 허용은 후일 사례가 되어, 뒤에 서얼들의 관직허용에 관한 상소가 있을 때마다 심일운의 관직진출이 인용되곤 하였다. 나중에 독립하여 황해도 해주(海州)에서 생활하였으며, 허통(許通)을 통해 사마시에 응시할 수 있었다. 1624년(인조 2년) 갑자(甲子) 증광사마시(增廣司馬試) 진사에 3등(三等) 1위로 합격하여 진사가 되었다. 당시까지도 심수경의 비첩이었던 그의 생모는 생존해 있었다. 이후 관직에 나가 정랑, 현감 등을 역임했다.
1641년(인조 18) 신사 정시문과에 병과 23위로 급제, 문과역기랑을 거쳐, 1545년(인조 23) 9월 포천현감(抱川縣監)이 되었으나 1549년(효종 즉위) 12월 3일 그의 호적 점련에 대한 황해도암행어사의 장계로 파직, 의금부로 나추(拿推)되었다. 어사는 얼마전에 그가 수령으로서 잘 다스리지 못한다고 보고 이미 계파(啓罷)했다 한다. 이후 12월 9일 그는 공사(公事)에 관련된 일이라며 판부내 화전은 금단지역인 줄 알았으나 관향사의 장계에 의하면, 식(食)을 위한 경작은 허용되는 곳이라 과일을 키웠다며 이는 법에 어긋나지 않다고 봤기 때문이라 해명하였다. 12월 28일 의금부에서는 그의 화전밭을 본도로 가서 조사한 후에 처결하겠다 하여 효종의 윤허를 받았다.
1650년(효종 1) 4월 15일 의금부에서 12회 형문을 받았으나 불복하여 가형(加刑)하였고, 4월 20일 의금부에서 의논하여 처리하기를 삭직방송(削職放送)하기로 하여 효종이 윤허하였다.
1655년(효종 6년) 3월 13일 효종이 특명을 내려 전년에 포폄(褒貶)으로 해임된자들에 관한 일을 불문율에 붙이고 직첩환급을 명할 때, 그 역시 직첩을 환급받았다. 그 뒤 인동부사, 이조좌랑 등을 역임했다. 그가 죽자 초정 박수현(草亭 朴守玄)은 포천 군수 심일준(沈日遵)을 애도하다는 애도문을 남기기도 했다. 묘소는 서울 강서구 개화산 건좌에 있다.

## 가족 관계
- 아버지 : 심수경(沈守慶, 1516년 12월 20일 ~ 1599년 윤 4월 20일)
  - 이복 적형 : 심일장(沈日將, 1536년 ~ 1597년)
    - 적조카 : 심관(沈關, 1569년 ~ 1608년)

  - 이복 적형 : 심일취(沈日就, 1547년 ~ ?) - 이조참판
- 서모 : 이름 미상
  - 이복 서형 : 심일매(沈日邁)
- 어머니(생모) : 비첩 출신
  - 동생 : 심일운(沈日運, 1596년 ~ ?년 5월 18일)
- 부인 : 강릉김씨, 주부 김섬(金暹)의 딸

## 기타
이복 형인 심일장(沈日將)과의 나이차이는 54세, 심일취(沈日就)와의 나이차이는 43세가 된다. 그밖에도 똑같은 서얼이었지만 나이차이가 나는 이복 서형 심일매(沈日邁)도 있었다. 같은 서출인 이복 형 심일매는 그가 태어나기 전에 이미 세 명의 딸을 두고 있었다.
아버지 심수경의 장남인 심일장의 친손자 심로(沈广+魯,1590~1664)와 연령대가 비슷했다.
같은 서출인 이복형 심일취는 1614년(광해군 6년) 8월 27일 위성원종공신 1등(衛聖原從功臣)에 책록되었다.

## 같이 보기
- 심수경
- 심정
- 심사손
- 심일운

## 참고 문헌
- 승정원일기
- 초정선생유고 (草亭先生遺稿)